# Bad Mitterndorf
Bad Mitterndorf (seit 1. Juli 1972; bis 1951 Mitterndorf, 1952–1972 Mitterndorf im Steirischen Salzkammergut) ist eine Marktgemeinde mit 4964 Einwohnern (Stand 1. Jänner 2025) im steirischen Salzkammergut in Österreich. Im Rahmen der Gemeindestrukturreform in der Steiermark wurde sie per 1. Jänner 2015 mit den beiden Gemeinden Pichl-Kainisch und Tauplitz zusammengeschlossen. Das Gemeindegebiet umfasst seitdem das gesamte Hinterberger Tal.

## Geografie
Bad Mitterndorf umfasst das Hinterberger Tal im steirischen Salzkammergut im Bezirk Liezen und Gerichtsbezirk Liezen. Der dominierende Berg ist der südlich gelegene Grimming (2351 m), der mit dem Kammspitz (2139 m) das Panorama des Urlaubsortes bestimmt. An der östlichen Grenze der Gemeinde liegt die ehemals größte Naturschanze der Welt, der Kulm. Über Bad Mitterndorf ist das Ski- und Wandergebiet Tauplitzalm über eine Mautstraße erreichbar.
Vom Nordwesten her kommend fließt der Salzabach durch das Bad Mitterndorfer Ortszentrum. An der südöstlichen Gemeindegrenze wird der Bach seit 1949 zum 5,5 km langen Salza-Stausee aufgestaut.
2,5 km südlich des Bad Mitterndorfer Ortskerns, an der Einmündung des Krunglbachs in den Salzabach befinden sich die Heilbrunner Thermalquellen, die bereits den Römern bekannt waren. Es handelt sich um 25–28 °C warme akratische Calcium-Magnesium-Sulfat-Hydrogencarbonatwässer mit einem Anteil an Quell-Gasen.

### Klima
|                        | Jan  | Feb  | Mär  | Apr  | Mai  | Jun  | Jul  | Aug  | Sep  | Okt  | Nov  | Dez  |   |      |
| Mittl. Temperatur (°C) | −4,4 | −2,7 | 1,3  | 5,9  | 11,4 | 14,3 | 16,4 | 15,7 | 11,5 | 7,0  | 1,2  | −3,1 | ⌀ | 6,3  |
| Mittl. Tagesmax. (°C)  | 0,8  | 3,2  | 7,5  | 12,8 | 18,3 | 20,8 | 23,3 | 22,7 | 18,5 | 13,9 | 6,2  | 1,2  | ⌀ | 12,5 |
| Mittl. Tagesmin. (°C)  | −8,3 | −6,9 | −2,8 | 0,8  | 5,6  | 8,9  | 10,8 | 10,5 | 6,9  | 2,6  | −2,1 | −6,4 | ⌀ | 1,7  |
|                        |      |      |      |      |      |      |      |      |      |      |      |      |   |      |
| Niederschlag (mm)      | 81   | 68   | 92   | 63   | 102  | 147  | 167  | 148  | 111  | 80   | 78   | 86   | Σ | 1223 |
|                        |      |      |      |      |      |      |      |      |      |      |      |      |   |      |
| Luftfeuchtigkeit (%)   | 75,6 | 65,9 | 60,0 | 52,7 | 52,1 | 55,6 | 54,5 | 55,0 | 57,9 | 60,8 | 73,0 | 79,6 | ⌀ | 61,9 |

| −8,3 |

| −6,9 |

| −2,8 |

| 0,8 |

| 5,6 |

| 8,9 |

| 10,8 |

| 10,5 |

| 6,9 |

| 2,6 |

| −2,1 |

| −6,4 |

| −8,3 |

| −6,9 |

| −2,8 |

| 0,8 |

| 5,6 |

| 8,9 |

| 10,8 |

| 10,5 |

| 6,9 |

| 2,6 |

| −2,1 |

| −6,4 |

### Gemeindegliederung

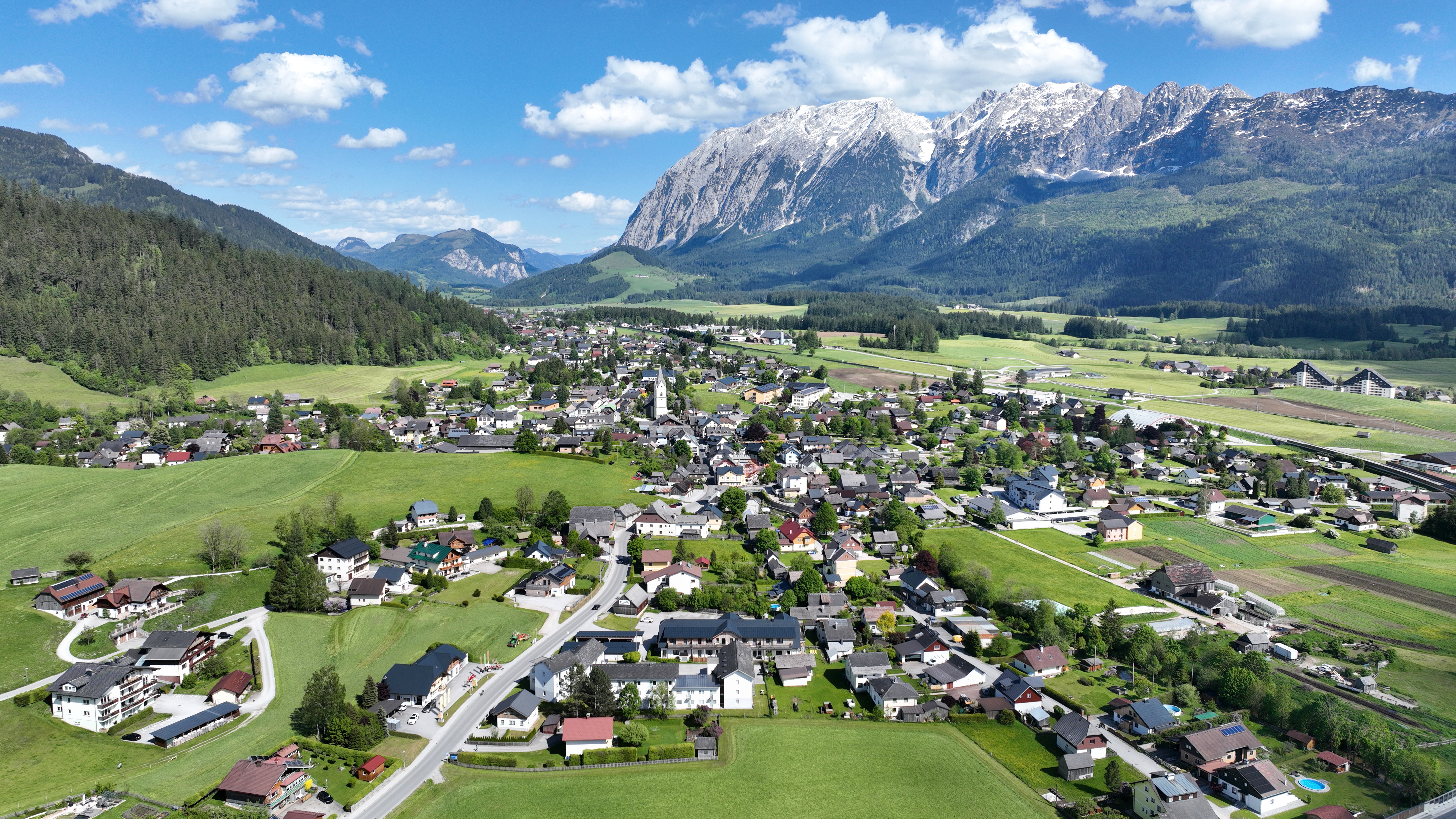
Der Hauptort Bad Mitterndorf mit dem Grimming im Hintergrund

Die Gemeinde besteht aus fünf Katastralgemeinden (Fläche Stand 31. Dezember 2023):
- Klachau (1.302,46 ha)
- Krungl (3.368,61 ha)
- Mitterndorf (7.869,9 ha)
- Pichl (2.983,69 ha)
- Tauplitz (4.092,27 ha)

Das Gemeindegebiet umfasst 16 Ortschaften (Einwohner Stand 1. Jänner 2025):
- Äußere Kainisch* (319) samt Gamitz, Kainisch, Kranaweter und Prietal
- Bad Mitterndorf (1067)
- Furt** (169) samt Furtberg und Kulm
- Klachau** (213) samt Girtstatt und Schrödis
- Knoppen* (172) samt Knoppenberg und Melzen
- Krungl (162) samt Graben
- Mühlreith* (77) samt Heimreith
- Neuhofen (536) samt Neuhofen-Siedlung
- Obersdorf (270)
- Pichl* (196) samt Reith
- Rödschitz (246) samt Reith
- Sonnenalm (135)
- Tauplitz** (582) samt Greith und Hollam
- Tauplitzalm** (17)
- Thörl (340)
- Zauchen (463)

* früher Gem. Pichl-Kainisch
** früher Gem. Tauplitz

### Nachbargemeinden
|            | Grundlsee                                   | Hinterstoder            |
| Bad Aussee | Kompassrose, die auf Nachbargemeinden zeigt | Stainach-Pürgg          |
| Gröbming   |                                             | Mitterberg-Sankt Martin |

### Eingemeindungen
Im Zuge der steirischen Gemeindestrukturreform wurde die Gemeinde Bad Mitterndorf am 1. Jänner 2015 mit den beiden anderen Gemeinden des Hinterberger Tals, Tauplitz und Pichl-Kainisch, fusioniert.  Die de jure neu geschaffene Gemeinde führt den Namen Marktgemeinde Bad Mitterndorf weiter. Grundlage dafür war das Steiermärkische Gemeindestrukturreformgesetz – StGsrG. Eine Beschwerde, die von den Gemeinden Pichl-Kainisch und Tauplitz gegen die Zusammenlegung beim Verfassungsgerichtshof eingebracht wurde, war nicht erfolgreich.

## Geschichte

### Vorgeschichte, Altertum, Mittelalter
Im Lieglloch, einer Höhle im Krahsteinstock oberhalb von Tauplitz, wurden Funde gemacht, die dafür sprechen, „daß diese Höhle in der letzten Zwischeneiszeit und während der wärmeren Schwankungsphase der Würm-Eiszeit den Urjägern als Jagdstation diente.“ Die Funde umfassen Feuerstellen mit angebrannten Höhlenbärenknochen, Steinklingen, bohrerförmig zugerichtete Eckzähne von Höhlenbären u. a. m.
Aus der Bronzezeit gibt es einzelne Funde im Gemeindegebiet von Bad Mitterndorf, am Verkehrsweg zwischen Hallstatt und dem Ennstal. Man fand beim Sägewerk in Grubegg ein Bronzeschwert. Ein Lappenbeil wurde in Mühlreith gefunden, weitere in Kainisch und beim Ödensee.
Die Römer kannten die Thermalquelle Heilbrunn. Davon zeugt der Fund des Römersteins. Er zeigt drei nackte Frauen nebeneinander. Jede hält mit beiden Händen eine Muschel vor den Unterleib. Ein Mann mit Toga bekleidet steht daneben. Er hält die rechte Hand über einen Opferaltar. Bei der Quelle fand sich auch eine römische Münze (Maxentius, 306–312).
Im Frühmittelalter erreichte die slawische Siedlungstätigkeit auch das Hinterberger Tal. Davon haben sich Ortsnamen erhalten, z. B. Tauplitz, Rödschitz und Kumitz. Das bedeutendste archäologische Zeugnis slawischer Siedlungstätigkeit im Gemeindegebiet Bad Mitterndorfs ist der um die Wende vom 19. zum 20. Jahrhundert ausgegrabene Friedhof in der Ortschaft Krungl, welcher vom 8. bis ins 10. Jahrhundert genutzt wurde. In mehreren hundert Gräbern fanden sich an Beigaben wie eiserne Messer und reichlich (oft vergoldeter) Bronzeschmuck. Ebenfalls im 8. Jahrhundert begann eine verstärkte Zuwanderung bajuwarischer Siedler. Diese wurde im 10. Jahrhundert durch die Kämpfe gegen die Magyaren für circa 50 Jahre unterbrochen und setzte sich dann bis zur Mitte des 13. Jahrhunderts fort.
Mit der übrigen Steiermark kam das heutige Gemeindegebiet von Bad Mitterndorf schließlich unter die Herrschaft der Markgrafen aus dem Geschlecht der Traungauer (1056). Kirchlich gehörte der östliche Teil des Hinterbergertales zum Erzbistum Salzburg, der westliche zum Bistum Passau, die Grenze verlief etwa gleich wie die ehemalige Gemeindegrenze zwischen Bad Mitterndorf und Pichl-Kainisch.
Im Jahr 1147 wurde Mitterndorf als „Mittelindorf“ (ahd. mittelin ‚in der Mitte befindlich‘) erstmals urkundlich erwähnt und zwar in der Urkunde, mit der der steirische Markgraf Ottokar III. dem Stift Rein verschiedene Schenkungen machte, darunter zwei Salzpfannen am Altausseer Salzberg und beneficia duo in Mittelindorf – zwei Güter (Huben) in Mitterndorf.
Aus der Zeit Herzog Albrecht I. ist ein Urbar erhalten, das zwischen 1280 und 1295 angelegt wurde und weitere Ortsnamen aus dem heutigen Gemeindegebiet enthält. Neben Mitterdorf finden sich u. a.: Hinterperch, Cammisch (Kainisch), Chrungil, Newnhofen, Oberstorf, Puhel (Pichl), Retschitz (Rödschitz) und Zauch(en).
Im ausgehenden Mittelalter hatte auch Kaiser Friedrich III. zeitweilig Privatbesitz im Hinterberg.

### Mittelalter – Kirchliches
Längere Zeit gehörte das Gebiet zur Pfarre Grauscharn (Pürgg). Um 1335 errichteten die Herzöge Albrecht I. und Otto in Mitterndorf eine Vikariatspfarre. Diese gehörte zur Herrschaft Hinterberg, die landesherrlich war und zwölf Dörfer umfasste.
In der neuen Pfarre (das Gebiet der heutigen Pfarre Tauplitz verblieb bei Pürgg) wurde auch ein Gotteshaus errichtet, die heutige Pfarrkirche Bad Mitterndorf. Genaue Daten sind nicht bekannt. Untere Turmgeschoße, Orgelempore und Mauern des Langhauses gehören dem 14. Jahrhundert an. Das Langhaus wurde im 15. Jahrhundert erhöht und mit einem Netzrippengewölbe versehen. Der Bau des Chores in seiner heutigen Form (ebenfalls mit einem schönen Netzrippengewölbe) erfolgte um das Jahr 1500. Die Kirche ist der Heiligen Margareta geweiht.
Bis zum Ende des Mittelalters war Mitterndorf mit der Mutterpfarre Pürgg noch im Einflussbereich des Erzbistums Salzburg. Sie gehörten ab 1420 zum Chorherrnstift in Wiener Neustadt. 1491 verlieh Kaiser Friedrich III. die Pfarre Pürgg mit Mitterndorf dem österreichischen St. Georgs-Orden. Der Orden hatte seinen Sitz in Millstatt, von dort wurde die Pfarre verwaltet und unterstand nicht mehr Salzburg.

### Reformation und Gegenreformation
Der Beginn der Neuzeit stand im Zeichen von Reformation und Gegenreformation. Wie in der übrigen Steiermark fand der Protestantismus auch im Hinterberg weite Verbreitung. Neben den katholischen Geistlichen wirkten evangelische Prädikanten (Prediger), und die Bemühungen, die Einwohner wieder zum katholischen Glauben zurückzuführen, stießen auf Widerstand und waren oft nur oberflächlich erfolgreich. Lutherische Schriften waren verbreitet und wurden gehütet.
1590 führten die Mitterndorfer einen aus Aussee geholten Prädikanten zum Dienst in ihrer Kirche neben dem katholischen Pfarrer ein. Dieser erwies sich offenbar dem neuen Glauben gegenüber als duldsam. Als er jedoch starb, lehnten die Einwohner die Einsetzung eines neuen Pfarrers ab und unterstützten mit Gewalt ihren Prädikanten. Der Konflikt zog sich hin. 1597 sollte eine Kommission wieder einen katholischen Priester einsetzen, was wieder zu gewaltsamen Aktionen führte. In der Folge wurden 16 Mitterndorfer auf den Grazer Schloßberg eingeliefert. Andere Rädelsführer hatten sich über das Gebirge nach Oberösterreich geflüchtet. 1599 war erneut eine Kommission im Ausseerland tätig. In seinem Bericht darüber regte Abt Johann von Admont gar an, Aussee und Mitterndorf gänzlich niederzureißen.
Noch 1617 sah sich Ferdinand II. veranlasst zu befehlen, die „Unkatholischen im Hinterberg“ zur katholischen Religion zu bekehren.

### Weitere Kirchengeschichte der Neuzeit
Im 18. Jahrhundert unter der Regierung Josephs II. kam es im Hinterberg zu zwei weiteren Pfarrgründungen. Vom Gebiet der Pfarre Pürgg wurde die Pfarre Tauplitz abgetrennt. Aus dem im Hinterberg gelegenen Teilen der Pfarre Aussee und der Ortschaft Obersdorf entstand die Pfarre Maria Kumitz.
Nunmehr (2017) bilden die Pfarren Tauplitz, Bad Mitterndorf und Maria Kumitz den Pfarrverband Hinterberg.

#### Pfarre Mitterndorf
1577 kam die Pfarre vom St.-Georgs-Orden in die Hände der Jesuiten. Der Orden übte seine kirchlichen Rechte von Graz her aus. Der Orden hatte seit 1610 auch die Herrschaft Hinterberg in Besitz, die nach der Aufhebung des Ordens 1773 wieder an das Salinenamt in Aussee ging. Die Pfarre wurde dann dem Seckauer Generalvikariat unterstellt. Von 1786 bis 1804 gehörte das ganze Ausseerland zum kurzlebigen Bistum Leoben, dann endgültig zum Bistum Seckau. Zur Pfarrgült gehörten bis 1848 einige Häuser in Mitterndorf und eines in Krungl.
1669 schlug ein Blitz in den Kirchturm. Der Sohn des Mesners wurde getötet und der Turm brannte aus. 1775 stiftete Maria Theresia eine Kaplanstelle in Mitterndorf.
Der Kirchhof, dessen Ummauerung der erhöht stehenden Kirche den Charakter einer Wehrkirche gibt, stand bis 1872 in Benützung.
Der Hochaltar der Pfarrkirche mit den Figuren der heiligen Bischöfe Virgil und Rupert, der Marienaltar, Barbaraaltar und Annenaltar, sowie die Kanzel sind Werke des in Mitterndorf wirkenden Bildhauers Johann Fortschegger. Der Barbaraaltar zeigt ein Gemälde des Kremser Schmidt. Diese Werke stammen aus der Zeit von 1771 bis 1802.
Im 18. Jahrhundert wurde von Mitterndorf aus die Pfarre Maria Kumitz gegründet.

#### Pfarre Maria Kumitz
Der Urheber des Baues der heutigen Pfarrkirche Maria Kumitz auf dem Kumitzberge, einer markanten Kalkkuppe in der Talmitte, war der Mitterndorfer Pfarrer Balthasar Marinz, der seit seinem Amtsantritt den Plan zu einem Kalvarienberge verfolgte. 1717 wurden mit dem Erlös einer Sammlung am Berge Kreuzwegbilder aufgestellt und eine kleine gemauerte Kapelle errichtet, in die eine spätgotische Pietà aus der Mitterndorfer Pfarrkirche übertragen wurde. Diese Pietà befindet sich heute am Kumitzer Hochaltar.
Im weiteren Laufe der Zeit machten verschiedene Vermächtnisse und Stiftungen es möglich, 1766 den Bau einer Kirche zu beginnen, welche 1773 geweiht und in den nächsten Jahren weiter ausgestattet wurde. Der Turm wurde schließlich 1779 vollendet. Die Kirche erhielt weiter Stiftungen und Opfer der schon zahlreichen Wallfahrer.
1782 wurde Kumitz zur Lokal-Kuratie erhoben und 1788 die Pfarre Maria Kumitz gegründet. Die Ortschaften im westlichen
Hinterberg (das Gebiet der ehemaligen Gemeinde Pichl-Kainisch) wurden aus Aussee ausgepfarrt und auch das am Fuße des Kumitzberges gelegene Obersdorf kam zur neuen Pfarre.
In den Jahren 1829, 1846 und 1872 wurde die Kirche vergrößert (Verlängerung, Vorhaus vor dem Haupteingang, Seitenkapellen). Die hervorragende Ausstattung der Kirche stammt zu einem großen Teil von dem in Mitterndorf wirkenden Johann Fortschegger (Tabernakel, Hochaltarfiguren, Kanzel).
Entlang des Weges auf den Berg stehen fünf Stationskapellen.
Eine Glocke erhielt die Kirche 1878 aus Aussee. Sie stammt aus dem Mittelalter (Mitte bis Ende 13. Jahrhundert) und kehrte, nachdem sie im Zweiten Weltkrieg abgeliefert werden musste, 1949 wieder zurück.
Die Kirche Maria Kumitz ist auch in der Gegenwart (2017) Ziel verschiedener Wallfahrten.

#### Pfarre Tauplitz
1751 kam es in Tauplitz (noch immer Pfarre Pürgg) zu einem Vorfall. Kohlenführer versagten einem Priester, der mit dem Allerheiligsten auf Versehgang war, die Ehrerbietung. Dies lenkte die Aufmerksamkeit auf die schon lange verdächtigten Tauplitzer und man ergriff Maßnahmen gegen die heimlichen Lutheraner. Schließlich wurde eine Anzahl von ihnen 1753 zur (vermutlich auch weniger freiwilligen) Emigration nach Siebenbürgen veranlasst.
In weiterer Folge kamen zwei katholische Missionspriester aus Wien nach Tauplitz (Serviten). Es wurde eine Notkirche errichtet. Vorübergehend wirkten Chorherrn vom Stift Vorau hier. Seit 1771 betreuen Weltpriester die Tauplitzer. Vermutlich um 1780 kam es zur Einrichtung einer eigenen Pfarre und 1785 zum Bau der heutigen Pfarrkirche zum Heiligen Kreuz.
Die Pfarrkirche Tauplitz entspricht einer josephinischen Pfarrkirche mit schlichter Ausstattung. Der Hochaltar trägt allerdings ein Altarbild von hohem künstlerischen Rang: das Ölbild „Christus am Kreuz“ des Kremser Schmidt. Die Kanzel ist von Johann Fortschegger aus Mitterndorf.
Im Sommer gab es seit 1946 für das Almpersonal und die schon zahlreichen Touristen auf der Tauplitzalm Gottesdienste. 1962/63 wurde für sie in der Nähe der Bergstation des Sessellifts von Tauplitz auf der Alm die kleine Dreifaltigkeitskirche mit spitzem Dachstuhl und Glasgemälden von Alfred Wickenburg gebaut.

#### Evangelische Kirche AB
Bad Mitterndorf ist Teil der Evangelischen Gemeinde in Bad Aussee.
Bedingt durch die wachsende Zahl der evangelischen Christen wurde 1934 unter Pfarrer G. Mayer ein Grundstück in erhöhter Lage über dem Orte in der Nähe des Friedhofs angekauft und die Kreuzkirche, ein Kirchlein in reiner Holzbauweise errichtet. 1964 erhielt die Kirche ihre endgültige Inneneinrichtung (Kirchbänke).

### Aus der Geschichte der Neuzeit bis zum Ersten Weltkrieg

#### Allgemeines
Der Beginn der Neuzeit stand nicht nur im Zeichen von Reformation und Gegenreformation, sondern auch von sozialen Unruhen. Der Schladminger Bauern- und Knappenaufstand von 1525 berührte auch das Hinterberger Tal. Haufen, die sich in Aussee zusammengezogen hatten, zogen in das Ennstal. 1594 musste eine bewaffnete Bande von 30 Landsknechten und vielen Frauenspersonen vom Landprofosen zerstreut werden.
Von den Franzosenkriegen an der Wende vom 18. zum 19. Jahrhundert war das Hinterberger Tal auch während Napoleons Feldzügen in Österreich nicht sehr betroffen. Im Dezember 1800 wurde in Aussee ein Landsturmaufgebot aufgestellt, das sich in Richtung Ennstal auf den Marsch machte. Allerdings erreichte es bereits in Mitterndorf die Nachricht vom Waffenstillstand zu Steyr und es kehrte um. Französische Truppen hielten sich aber nach dem Frieden von Lunéville 1801 noch im Lande auf. Das Hinterberg war dabei weniger betroffen als das eigentliche Ausseerland. Es litt vor allem unter Requierierungen (Rinder). In Obersdorf wurde ein Bauer getreten und misshandelt, weil er den georderten Braten nicht schnell genug auf den Tisch brachte. In Krungl entsprang einer durchziehenden Truppe ein Gefangener und konnte sich trotz Durchsuchung mehrerer Häuser erfolgreich verstecken.

#### Grundherrschaften (Altgemeinden Bad Mitterndorf und Pichl-Kainisch)
Seit dem Mittelalter bis zur Verwaltungsgliederung in Bezirke und Gemeinden hatten in ganz Österreich Grundherrn das Land und die Einwohner in ihrem Besitz, was auch die Ausübung öffentlich-rechtlicher Befugnisse einschloss. Grundherrschaften waren oft keine geschlossenen Gebiete, es konnten Anwesen in einer Ortschaft verschiedenen Herrschaften untertan sein.
Im Hinterberg umfasste allerdings eine Herrschaft den größten Teil des Gebietes, nämlich die landesfürstliche Herrschaft Hinterberg. 1576 hatte diese Herrschaft Urbarsleute im gesamten Gebiet der Altgemeinden Bad Mitterndorf und Pichl-Kainisch.
1606 erwarb der Ausseer Handels- und Finanzmann Andre (Andrä) Gruber, der Erbauer des Schlosses Grubegg, durch Kauf einen kleinen Teil der Herrschaft Hinterberg. Diese Herrschaft Grubegg hatte dann verschiedene Besitzer, bis sie 1758/59 vom Salinenärar samt dem Schloss Grubegg gekauft wurde. 1848, bei der Aufhebung der Grundherrschaften, zählte sie 27 Untertanen in Mitterndorf, Neuhofen, Obersdorf und Pichl.
Andre Gruber hatte seit 1591 auch die Herrschaft Hinterberg pfandweise in Besitz, nach seinem Tod seine Erben. 1606 wurde sie an die Jesuiten verpfändet, die sie bis 1773 (Aufhebung des Ordens) innehatten. Sie ging wieder in staatlichen Besitz (Salinenärar) über und wurde gemeinsam mit Grubegg von Aussee aus verwaltet. 1848 hatte sie 366 Untertanen. Acht Untertanen gehörten zur Pfarre, 99 Untertanen zu elf auswärtigen Herrschaften.
Die vor der Gemeindestrukturreform 2015 bestehenden Gemeinden entstanden 1849 mit dem provisorischen Gemeindegesetz.

#### Sommerfrische und Wintersportort
Ab dem späten 19. Jahrhundert entwickelte sich „Mitterndorf im steirischen Salzkammergute“ gemeinsam mit dem restlichen Ausseerland zu einer beliebten Sommerfrische. Ab 1905 gewann der Wintersport zunehmend an Bedeutung, der Ort entwickelte sich durch die besonders günstige Umgebung mit dem Toten Gebirge und der Tauplitzalm zu einem sehr beliebten Wintersportort. Die k.k. Staatsbahnen führten von Wien aus an den Wochenenden eigene Wintersportzüge in die Obersteiermark, welche auch in Mitterndorf Halt machten. Bereits um 1910 wurden erste Skikurse in Mitterndorf und auf der Tauplitz abgehalten, eine erste Skisprungschanze am Poser war Austragungsort zahlreicher Bewerbe.

### Entwicklung seit dem Ersten Weltkrieg
Beim Juliputsch 1934 kam es zu mehrtägigen Kämpfen, deren  Schwerpunkt die Obersteiermark war, und zwar sowohl das Industriegebiet zwischen Judenburg und Leoben als auch das steirische Ennstal. Die blutigsten Auseinandersetzungen fanden in und um Schladming und im Raum Leoben-Donawitz statt. In der Bad Mitterndorfer Ortschaft Klachau kam es zu einer Schießerei zwischen Angehörigen der SA und des Heimatschutzes, die mehrere Tote forderte. Einer der daran beteiligten SA-Männer wurde in der Folge im Kreisgericht Leoben wegen Mordes zum Tode verurteilt und hingerichtet.
Nach der Annexion Österreichs 1938 kam die Gemeinde 1939 gemäß Ostmarkgesetz zum Reichsgau Oberdonau, Landkreis Gmunden. 1945 bis Juni 1948 verblieb sie im nunmehrigen Oberösterreich und war Teil der amerikanischen Besatzungszone in Österreich. Sie kam am 1. Juli 1948 mit dem gesamten Gerichtsbezirk Bad Aussee wieder zur Steiermark (Bezirk Liezen) und damit zur britischen Besatzungszone.
Nach Ende des Zweiten Weltkriegs setzte vor allem im Bereich des Winterfremdenverkehrs ein Aufschwung ein. Seit 1972 ist Mitterndorf Kurort (drei natürliche und ortsgebundene Heilfaktoren: Heiltherme, Heilmoor und Heilklima; zwei Thermen: Moor- und Thermalbad) und trägt den Titel Bad.
2004 wurden Bad Mitterndorf und die Altgemeinde Pichl-Kainisch durch die Auflösung des Bezirksgerichtes Bad Aussee dem Sprengel des Bezirksgerichtes Irdning zugeordnet (die Altgemeinde Tauplitz war diesen bereits zugehörig), ehe 2013 auch dieser mit dem Bezirksgericht Liezen zusammengefasst wurde. Bis zum 31. Dezember 2011 war für Bad Mitterndorf und die Altgemeinde Pichl-Kainisch die Politische Expositur Bad Aussee als Bezirksverwaltungsbehörde zuständig, womit auch das Kfz-Kennzeichen BA vergeben wurde. Seit 1. Jänner 2012 ist für alle Ortsteile der heutigen Gemeinde Bad Mitterndorf die Bezirkshauptmannschaft Liezen zuständig, die aber weiterhin einen Bürgerservice als Außenstelle in Bad Aussee betreibt.

### Bevölkerungsentwicklung
| Bad Mitterndorf: Einwohnerzahlen von 1869 bis 2021 | Bad Mitterndorf: Einwohnerzahlen von 1869 bis 2021 | Bad Mitterndorf: Einwohnerzahlen von 1869 bis 2021 | Bad Mitterndorf: Einwohnerzahlen von 1869 bis 2021 | Bad Mitterndorf: Einwohnerzahlen von 1869 bis 2021 |
| -------------------------------------------------- | -------------------------------------------------- | -------------------------------------------------- | -------------------------------------------------- | -------------------------------------------------- |
| Jahr                                               |                                                    |                                                    |                                                    | Einwohner                                          |
| 1869                                               | 1869                                               |                                                    | 3.262                                              | 3.262                                              |
| 1880                                               | 1880                                               |                                                    | 3.003                                              | 3.003                                              |
| 1890                                               | 1890                                               |                                                    | 3.065                                              | 3.065                                              |
| 1900                                               | 1900                                               |                                                    | 3.514                                              | 3.514                                              |
| 1910                                               | 1910                                               |                                                    | 3.590                                              | 3.590                                              |
| 1923                                               | 1923                                               |                                                    | 3.449                                              | 3.449                                              |
| 1934                                               | 1934                                               |                                                    | 3.510                                              | 3.510                                              |
| 1939                                               | 1939                                               |                                                    | 3.523                                              | 3.523                                              |
| 1951                                               | 1951                                               |                                                    | 3.809                                              | 3.809                                              |
| 1961                                               | 1961                                               |                                                    | 3.974                                              | 3.974                                              |
| 1971                                               | 1971                                               |                                                    | 4.427                                              | 4.427                                              |
| 1981                                               | 1981                                               |                                                    | 4.563                                              | 4.563                                              |
| 1991                                               | 1991                                               |                                                    | 4.827                                              | 4.827                                              |
| 2001                                               | 2001                                               |                                                    | 5.000                                              | 5.000                                              |
| 2011                                               | 2011                                               |                                                    | 4.838                                              | 4.838                                              |
| 2014                                               | 2014                                               |                                                    | 4.912                                              | 4.912                                              |
| 2021                                               | 2021                                               |                                                    | 4.940                                              | 4.940                                              |
| Datenquelle: Statistik Austria.                    |                                                    |                                                    |                                                    |                                                    |

## Kultur und Sehenswürdigkeiten

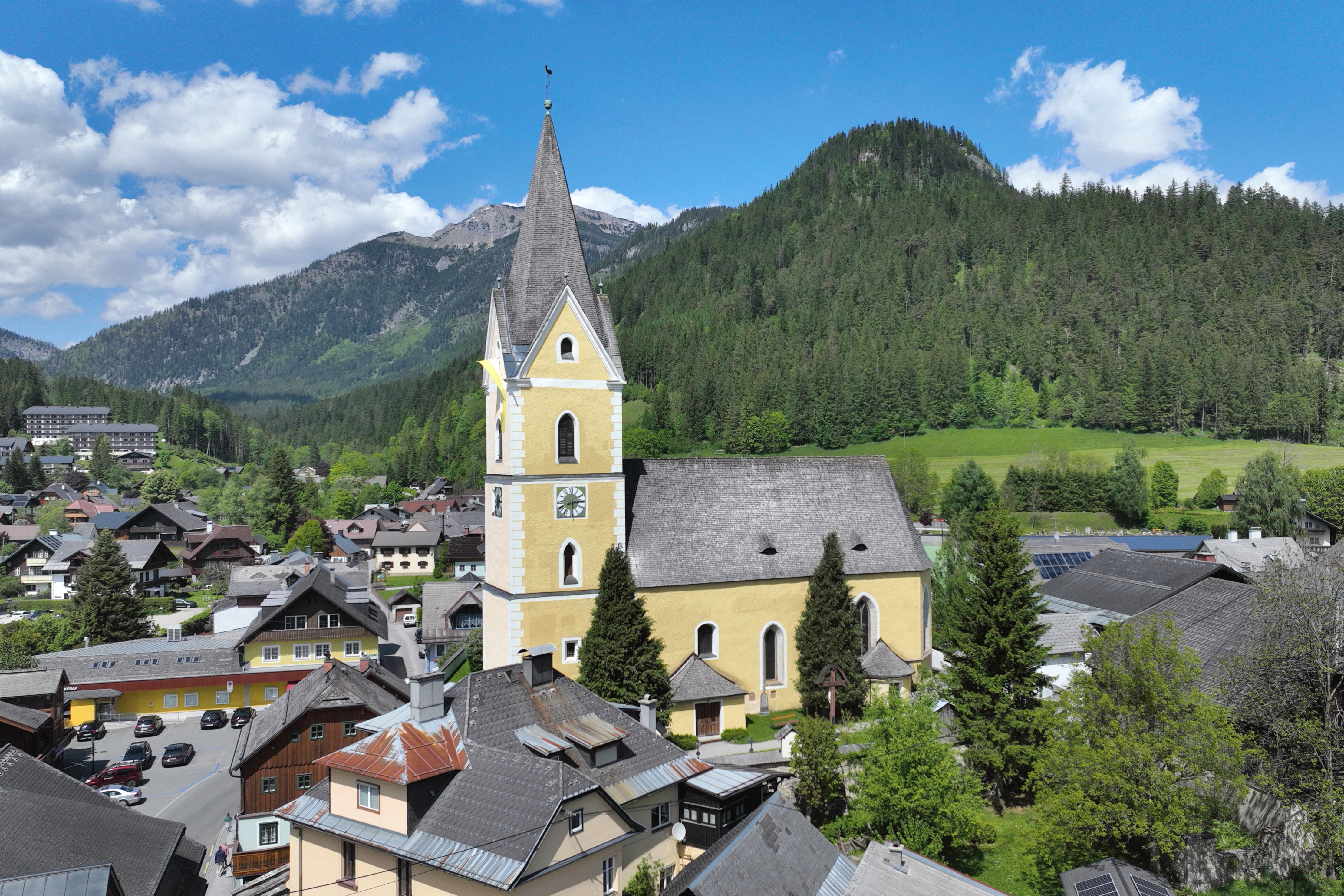
Röm.-kath. Pfarrkirche hl. Margareta

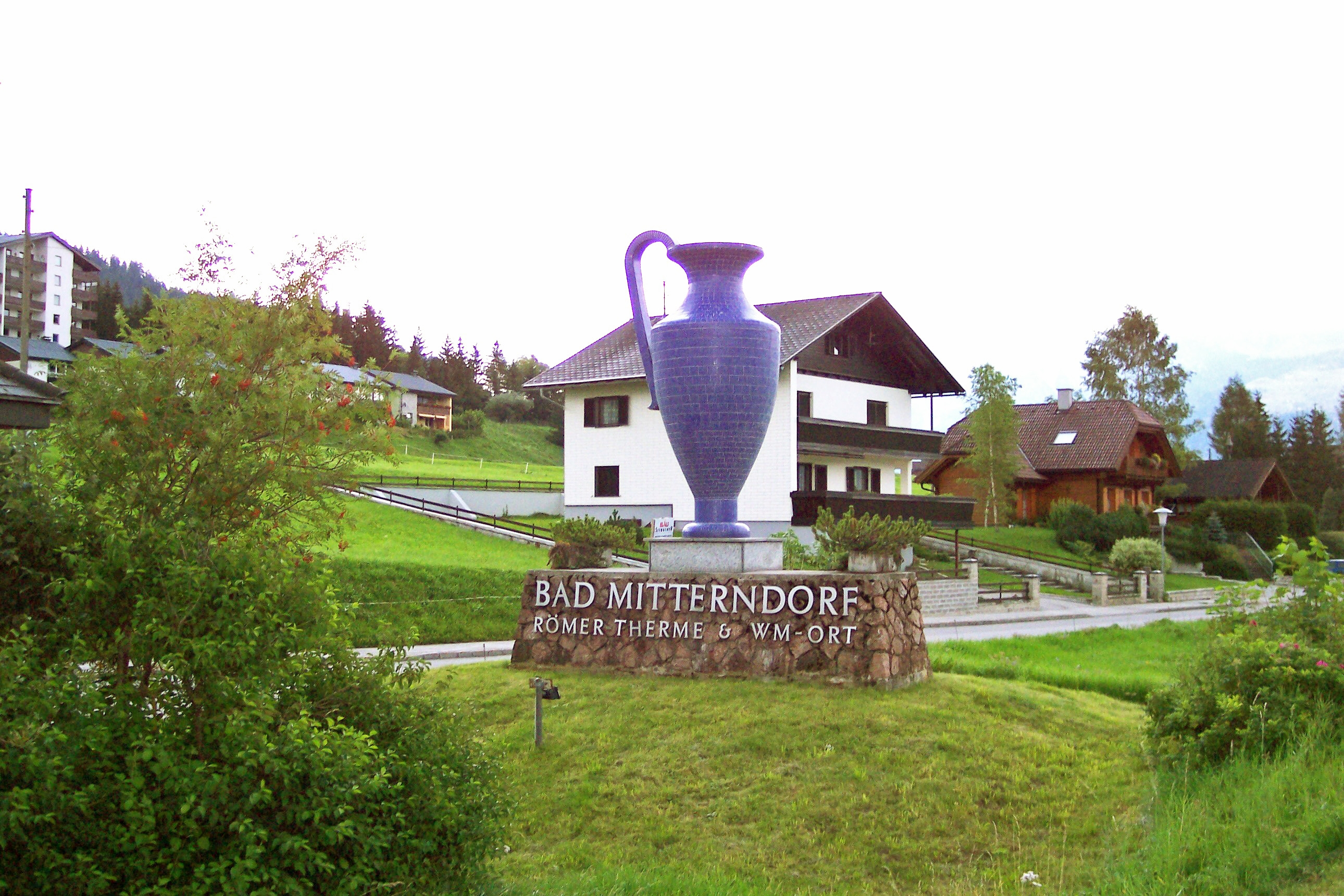
Die Amphore am Ortseingang

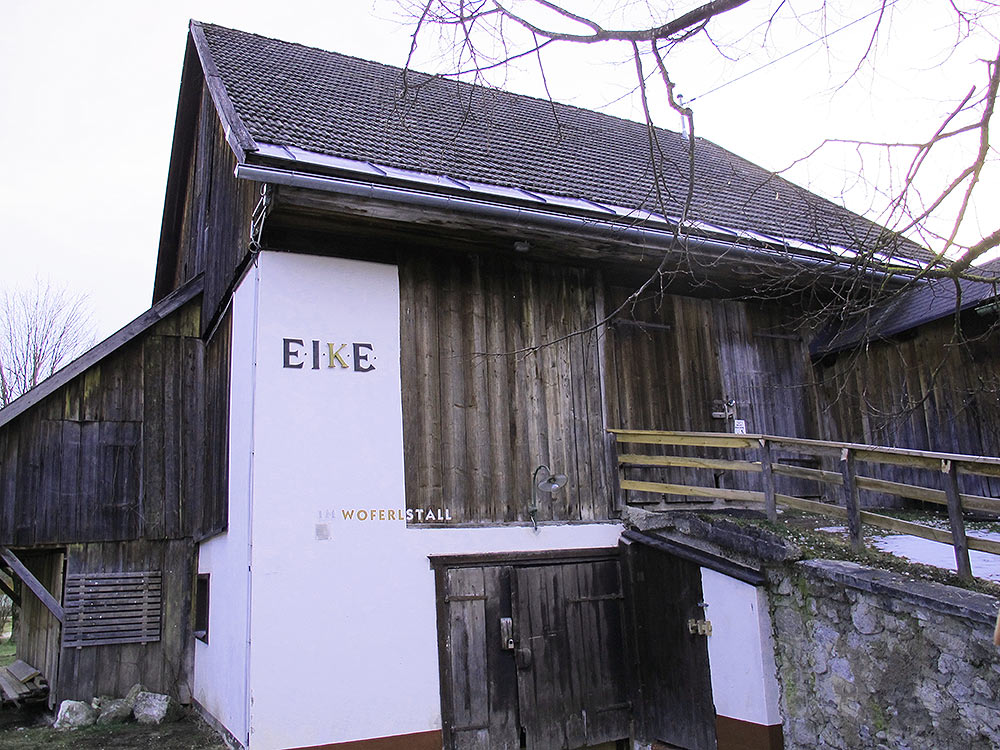
Der Woferlstall in Bad Mitterndorf

- Schloss Schwanegg: Ehemals in Besitz der Familie Neuper gehört es seit Mitte des 19. Jahrhunderts der Familie der Freiherren von Braun. Von ihnen wurde es auch im Stil der Zeit im typischen Sommerfrischestil des Ausseerlandes ausgebaut. Heute ist es in Besitz der Nachfahren der Freiherren von Braun, der Familie Rundhammer.
- Schloss Grubegg
- Katholische Pfarrkirche Bad Mitterndorf hl. Margareta
- Evangelische Kreuzkirche Bad Mitterndorf
- Katholische Pfarrkirche Kumitz Schmerzen Mariens
- Katholische Pfarrkirche Tauplitz Heiliges Kreuz
- Heimatmuseum Strick[24]
- Bad Mitterndorfer Nikolospiel: Seit mindestens 1862 findet alljährlich am 5. Dezember in Bad Mitterndorf das Nikolospiel statt. Über 80 Männer und Jungen gehen von der Ortschaft Krungl etwa fünf Kilometer nach Bad Mitterndorf und führen fünfmal dieses althergebrachte bäuerliche Jedermannsspiel auf.[25]
- Bildhauer Ferdinand Böhme hat dem Ort 2013 einen Raum geboten: Der Woferlstall wird zu neuem Leben erweckt.[26] Das wurde eine Kulturinitiative im Sinn der eigenständigen Regionalentwicklung: „Der Woferlstall wird nicht nur vom Verein E.I.K.E.-Forum bespielt, sondern kann von allen interessierten Privatpersonen, Gruppen und Vereinen für unterschiedliche Veranstaltungen genutzt werden.“[27]
- Das E.I.K.E.-Forum versteht sich als „eine Plattform zur Förderung von Kunst, Bildung und Kultur in Bad Mitterndorf.“[28]

### Vereine
- Kirchenchor Tauplitz
- Musikkapelle Bad Mitterndorf
- Musikkapelle Kumitz
- Trachtenkapelle Tauplitz

## Wirtschaft und Infrastruktur

### Wirtschaftsgeschichte
Bis ins 20. Jahrhundert war die wirtschaftliche Entwicklung der Gegend maßgeblich durch die Verbindung zur Salzgewinnung in Aussee geprägt.
Bedingt durch die Lage an der Salzstraße von Aussee über Klachau ins Ennstal und weiter nach Rottenmann und Rein einerseits und durch den Pass Stein und weiter über die Pässe der Niederen Tauern ins Murtal und bis ins Lavanttal andrerseits waren viele Mitterndorfer als Salzfuhrleute und Säumer tätig. Als Rückfracht wurde Getreide, auch Wein geliefert und Schlachtvieh wurde getrieben.
Die waldbedeckten Berghänge, die das Hinterberger Tal umgeben, waren landesfürstlicher Besitz. Sie wurden für Forstwirtschaft zur Deckung des großen Holzbedarfs der Ausseer Saline genutzt. Die Wälder unterstanden bis 1849 dem Hallamt und gingen dann in die staatliche Verwaltung des Forstärars (heute Österreichische Bundesforste) über. Mitte des 19. Jahrhunderts lieferte das Hinterberg einen Holzüberschuss von 40.000 Klaftern. Die Holzgewinnung war Holzmeistern übertragen, sie entlohnten die Holzknechte in Naturalien und Geld. Waldordnungen enthielten ausführliche Bestimmungen, um Waldschäden hintanzuhalten und die Nutzung für landwirtschaftliche Zwecke zu beschränken. Ein gewisser Bezug für diesen Bedarf stand zu. In Grubegg entstanden ab 1880 zwei größere Sägewerke, eines davon auf dem Gelände des ehemaligen Hammerwerkes. Das andere wurde von der Familie Loitzl errichtet. In der Zwischenkriegszeit baute man auch eine bis 1961 verkehrende, knapp über sechs Kilometer lange Waldbahn (in Bosnischer Spurweite) mit mehreren Zweigstrecken. Zu den Sägewerken führte eine von der Haltestelle Mitterndorf-Heilbrunn ausgehende, knapp 1,2 Kilometer lange normalspurige Schleppbahn, auf welcher bis in die späten 1970er Jahre eine 1919 von Deutz gebaute frühe Diesellok verkehrte.
Ebenfalls zur Deckung des Brennstoffbedarfs der Saline diente der Torfabbau am Ödensee, auch er war landesfürstliches Regal. 1794 standen dort schon 50 Trockenhütten, jährlich wurden 60,000 Ziegel gewonnen. Die Produktion steigerte sich bis auf 1.300.000 Ziegel (1820) und dauerte bis in die erste Hälfte des 20. Jahrhunderts.
Ein Hammerwerk mit Zerrenn-, Streck- und Blechhammer wurde 1789 – wieder vom Hallamt – errichtet. Es stand in Grubegg am Eingang zum Pass Stein. Es wurden unter anderem Bleche für die Salzsiedepfannen in Aussee erzeugt. Der Betrieb endete nach 1850, an seiner Stelle wurde ein Sägewerk betrieben. Dessen Grundmauern sind heute vom Salza-Stausee überflutet. Für dieses Hammerwerk begann man auch (ohne großen Erfolg), ein Eisenerzvorkommen auf der Teltschenalm (nördlich des Kampl bei Obersdorf) abzubauen. Dies endete 1846, Erzhalden sind dort noch sichtbar.
In Grubegg stand am Salzabach auch eine Pulvermühle. Dieser Pulverstampf stellte Pulver für den Bergwerksbetrieb in Altaussee und das Militär her und war seit 1741 in Betrieb. Öfters kam es zu Explosionen, zuletzt 1910 vor der endgültigen Einstellung der Pulvererzeugung. Ein Gebäude mit markantem Schornstein stand bis nach 1950, die Örtlichkeit mit einigen Häusern wird heute noch „Pulverstampf“ genannt.
Die Fischerei im Ödensee wurde erstmals 1461 erwähnt. Seit 1755 wurde der Ödensee gemeinsam von der jesuitischen Herrschaft und dem Ärar befischt.
Im Jahr 1877 wurde die Salzkammergutbahn eröffnet, die neue Möglichkeiten, insbesondere für den Tourismus erschloss. Dieser nahm in den folgenden Jahrzehnten einen großen Aufschwung.

### Tourismus

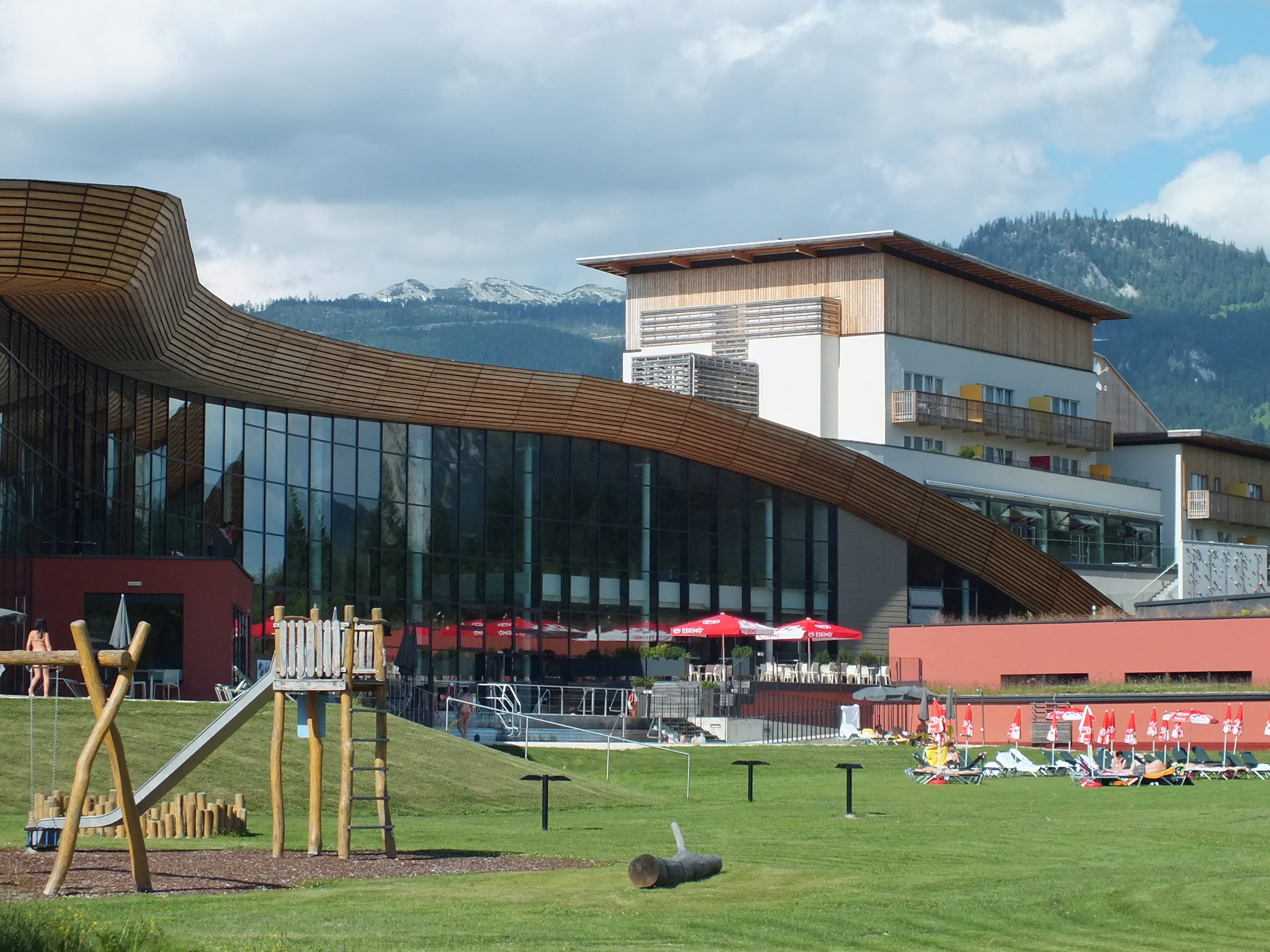
Die Grimming-Therme

Der Tourismus bildet heute einen wesentlichen Teil der Wirtschaftskraft Bad Mitterndorfs. Die Gemeinde bildet gemeinsam mit Altaussee, Bad Aussee und Grundlsee den Tourismusverband „Ausseerland-Salzkammergut“. Dessen Sitz ist in Bad Aussee.
- Grimming-Therme: 2009 öffnete die Grimming-Therme und das 350 Betten-Hotel Aldiana Salzkammergut. Rund 25 Millionen Euro wurden jeweils in Therme und Hotel investiert. Neben Förderungen der öffentlichen Hand hatten Porr, Mandlbauer und ein Bankenkonsortium das Projekt finanziert, als Betreiber fungierte die deutsche Aldiana-Gruppe. Dadurch erhoffte man sich in der Region zusätzlich 60.000 Nächtigungen, auch 130 neue Arbeitsplätze wurden geschaffen.[33] Am 5. Oktober 2015 meldete die Grimming-Therme Insolvenz an. Die Grimming-Therme steht zu 51 % in privatem Streubesitz (drei Eigentümer zu je 17 %) sowie über zwei Tochterunternehmen im Eigentum der Marktgemeinde Bad Mitterndorf (39 % bzw. 10 %).[34]
- Sonnenalm: Die in den 1970er Jahren entstandene Feriensiedlung Sonnenalm mit acht sechsstöckigen Appartementhäusern und zahlreichen kleinen Ferienhäusern und Bungalows bildet den Hauptanteil der touristischen Unterkünfte in Bad Mitterndorf.
- Die Tauplitzalm ist ein Sommer- und Wintersportgebiet im Gemeindegebiet von Bad Mitterndorf, mit 17 Hütten und Restaurants, 17 Liften und 43 Pistenkilometern.

### Verkehrsinfrastruktur
Alle Ortsteile von Bad Mitterndorf liegen an der Salzkammergutstraße B145, die von Vöcklabruck nach Trautenfels verläuft.
Bad Mitterndorf wird durch die Salzkammergutbahn an das nationale und internationale Eisenbahnnetz angebunden. Im gesamten Gemeindegebiet gibt es mit den Bahnhöfen Kainisch, Bad Mitterndorf und Tauplitz sowie der Haltestelle Bad Mitterndorf-Heilbrunn gleich vier Haltepunkte. Mit dem Fahrplanwechsel im Dezember 2020 wurde zwischen Wien Hbf und Stainach-Irdning an Samstagen, Sonntagen und Feiertagen eine InterCity-Verbindung aufgenommen. Damit ist Bad Mitterndorf wohl der einzige Ort Österreichs mit gleich vier Fernverkehrshalten.
Die Postbuslinie 950 von Stainach nach Bad Aussee führt durch alle Ortsteile der Gemeinde. Zudem existiert von einem privaten Anbieter ein Linienverkehr (im Winter Skibusverkehr) zwischen Obersdorf und Bad Mitterndorf-Mautstelle.

### Bildung
Bad Mitterndorf verfügt über drei Volksschulen (Bad Mitterndorf, Knoppen und Tauplitz) sowie eine Neue Mittelschule.

### Technische Infrastruktur
Bedingt durch die Topologie und den Zusammenschluss von drei ehemals eigenständigen Gemeinden gibt es drei getrennt voneinander existierende Systeme zur Abwasserentsorgung. Neben den gemeindeeigenen Kläranlagen in Tauplitz und Bad Mitterndorf ist die Altgemeinde an die Kläranlage der Ausseerlandgemeinden angeschlossen.
Die Energieversorgung übernimmt in den Altgemeinden Pichl-Kainisch und Bad Mitterndorf die Energie AG Oberösterreich, während die Altgemeinde Tauplitz zum Netzgebiet der Energie Steiermark zählt.
Es gibt keine einheitliche Ortsvorwahl, da jede Altgemeinde einen anderen Vorwahlbereich zugeordnet ist. Während Pichl-Kainisch (03624) und Bad Mitterndorf (03623) jeweils einen eigenen Vorwahlbereich haben, ist Tauplitz dem Vorwahlbereich Stainach (03688) zugeordnet.
Jede der drei Altgemeinden besitzt ihre eigene Postleitzahl.

### Sport

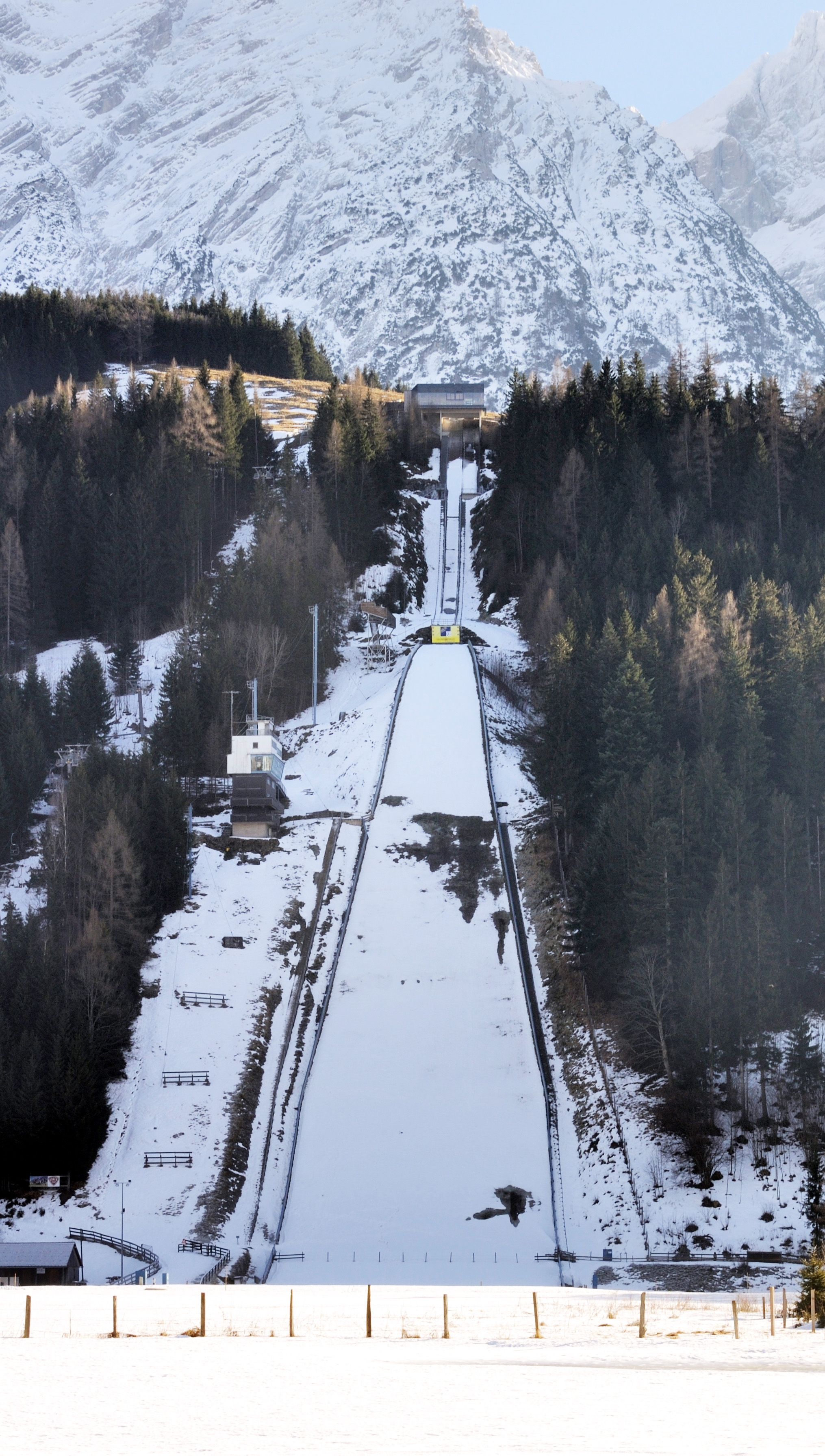
Skiflugschanze am Kulm

Die Landschaft um Bad Mitterndorf eignet sich sommers und winters zu sportlichen Betätigung. Wandern, Bergsteigen, Mountainbiking und Skilanglauf seien als Beispiele genannt.
In Bad Mitterndorf befindet sich mit einer Hillsize von 225 m eine der größten Skiflugschanzen der Welt, der Kulm. In unregelmäßigen Abständen finden dort im Januar Springen des Skiflug-Weltcups statt und ziehen jedes Mal ca. 50.000–75.000 Fans aus aller Welt in die Gemeinde.
In Bad Mitterndorf gibt es folgende Sportvereine:
- ASV Bad Mitterndorf (Fußball)
- ESV Bad Mitterndorf (Stockschießen)
- Schützenverein Bad Mitterndorf (Luftgewehr, Luftpistole, Armbrust)
- WSC Bad Mitterndorf (Skisprung, Langlauf, Nordische Kombination)[36]
- RC Radsportland (Mountainbike)
- TC Bad Mitterndorf (Tennis)

## Politik
Der Gemeinderat hat 21 Mitglieder.

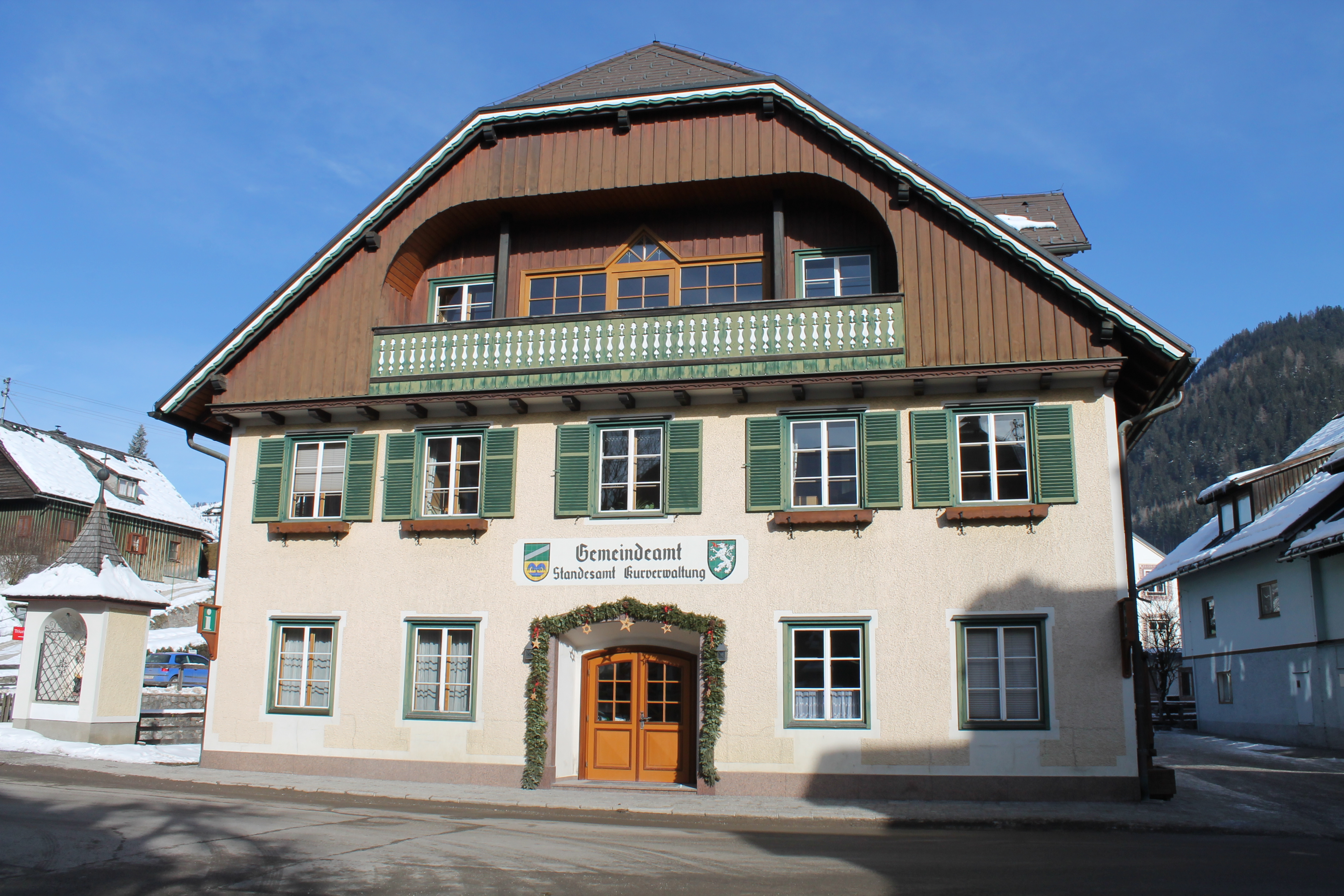
Das Gemeindeamt von Bad Mitterndorf

- Mit den Gemeinderatswahlen in der Steiermark 2015 hatte der Gemeinderat folgende Verteilung: 7 RITZ–Liste Ritzinger, 5 Grimmingdialog, 4 FPÖ, 3 ÖVP und 2 SPÖ.[37]
- Mit den Gemeinderatswahlen in der Steiermark 2020 hat der Gemeinderat folgende Verteilung: 13 SPÖ, 5 ÖVP, 2 FPÖ und 1 NEOS.[38]

### Bürgermeister
- bis 1965 Franz Hopfer (SPÖ)[39]
- 1965–1985 Siegfried Saf (Heimatliste)[40]
- 1985–1995 Hermann Singer (SPÖ)
- 1995–1997 Alfred Trieb (FPÖ)
- 1997–2000 Erich Diechtl sen. (ÖVP)
- 2000–2005 Alfred Trieb (FPÖ)[41]
- 2005–2015 Karl Kaniak (Grimmingdialog)[42]
- 2015–2018 Manfred Ritzinger (Liste Ritzinger)[43]
- 2018–2023 Klaus Neuper (SPÖ)[44]
- 2023–2025 Veronika Grill (SPÖ) (* 1992/1993, mit 30 jüngste SPÖ-Bürgermeisterin Österreichs)
- seit 2025 Herbert Hansmann (ÖVP)[45]

### Wappen

Wappen der Vorgängergemeinden
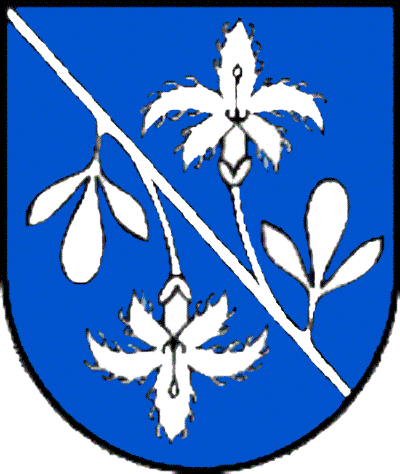
Pichl-Kainisch
Bad Mitterndorf
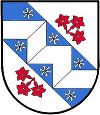
Tauplitz

Alle drei Vorgängergemeinden hatten ein Gemeindewappen, die bei der Gemeindezusammenlegung mit 1. Jänner 2015 ihre offizielle Gültigkeit verloren. Die Neuverleihung des Gemeindewappens für die Fusionsgemeinde erfolgte mit Wirkung vom 25. März 2018.
Die Blasonierung (Wappenbeschreibung) lautet:
„Im geteilten Schild oben Blau, belegt mit einem silbernen Schneekristall, zu Grün teilend ein silberner Schräglinksbalken, aus dem unten silbern ein beblätterter Fieberklee wächst; unten in Gold aus blauer Schale ein zweistrahliger blauer Springquell.“

### Partnerschaften
- Röttingen, Deutschland, seit 1978

## Persönlichkeiten

### Töchter und Söhne der Gemeinde
- Franz Xaver Neuper (1796–1866), Bergwerksunternehmer in Oberzeiring, Unterzeiring und Mauterndorf, Abgeordneter zum Steiermärkischen Landtag 1848
- Hans Fraungruber (1863–1933), Schriftsteller, geboren in Obersdorf, Gemeinde Mitterndorf, verbrachte seine Sommerferien in Mitterndorf
- Fritz Hinterndorfer (1898–1962), Politiker (CSP, ÖVP)
- Leo Gasperl (1912–1997), Skirennläufer und Trainer
- Johann Mayer (1922–2005), Politiker (ÖVP), Bürgermeister von Anthering, Mitglied des Bundesrates
- Benedikt Schlömicher (1930–2005), 66. Abt des Benediktinerstiftes Admont
- Karolina Strassmayer (* 1971), Musikerin

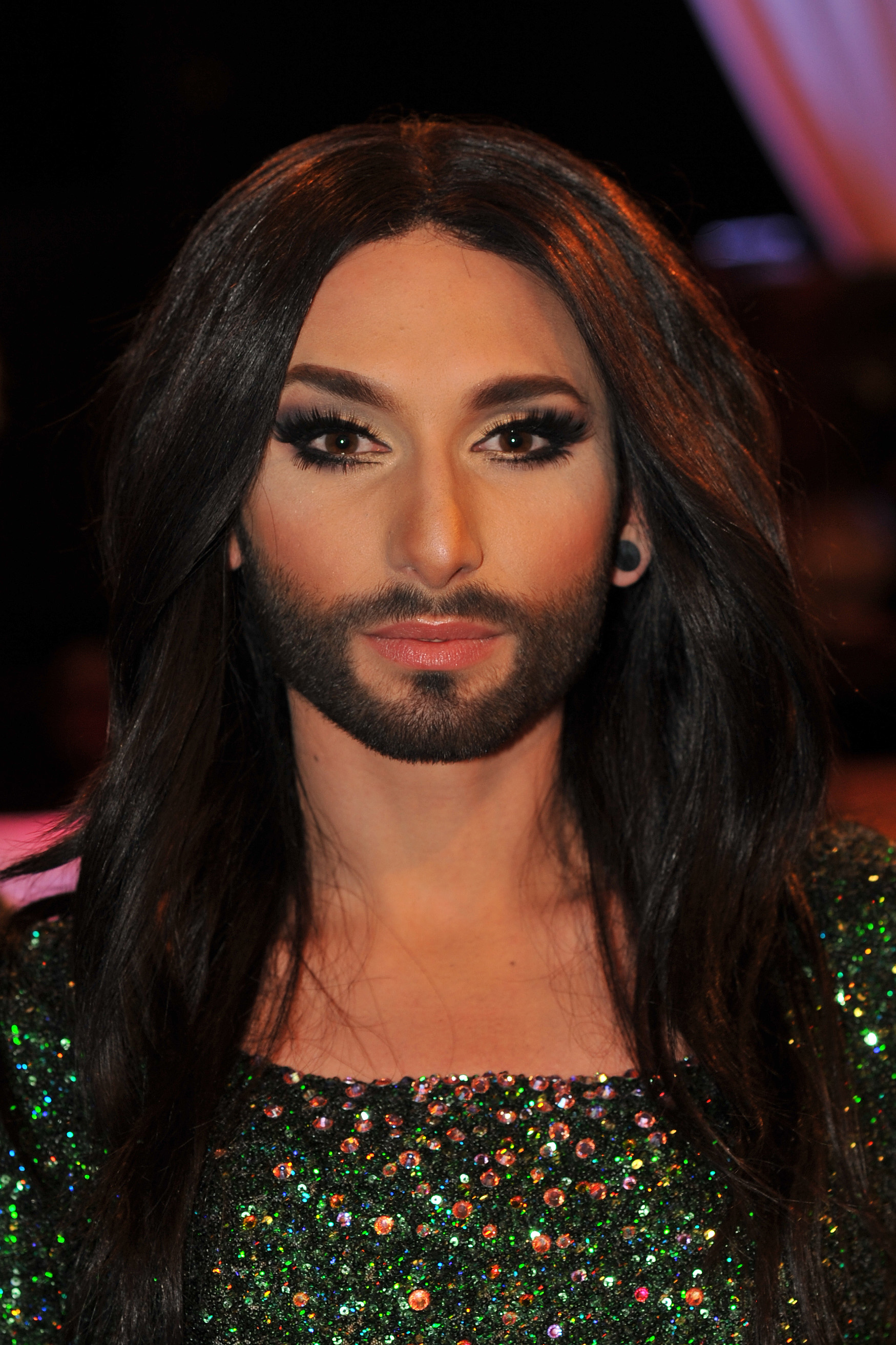
Tom Neuwirth

### Ehrenbürger
- Hans Fraungruber (1863–1933), Schriftsteller
- Theodor Karl Holl (1875–1945), Alpin- und Schipionier, Begründer des Theodor-Karl-Holl-Hauses auf der Tauplitzalm
- Mark W. Clark (1896–1984), US-amerikanischer Hochkommissar für Österreich
- Tom Neuwirth alias Conchita Wurst (* 1988), Sänger, Travestiekünstler, aufgewachsen in Bad Mitterndorf, Gewinner des Eurovision Song Contest 2014

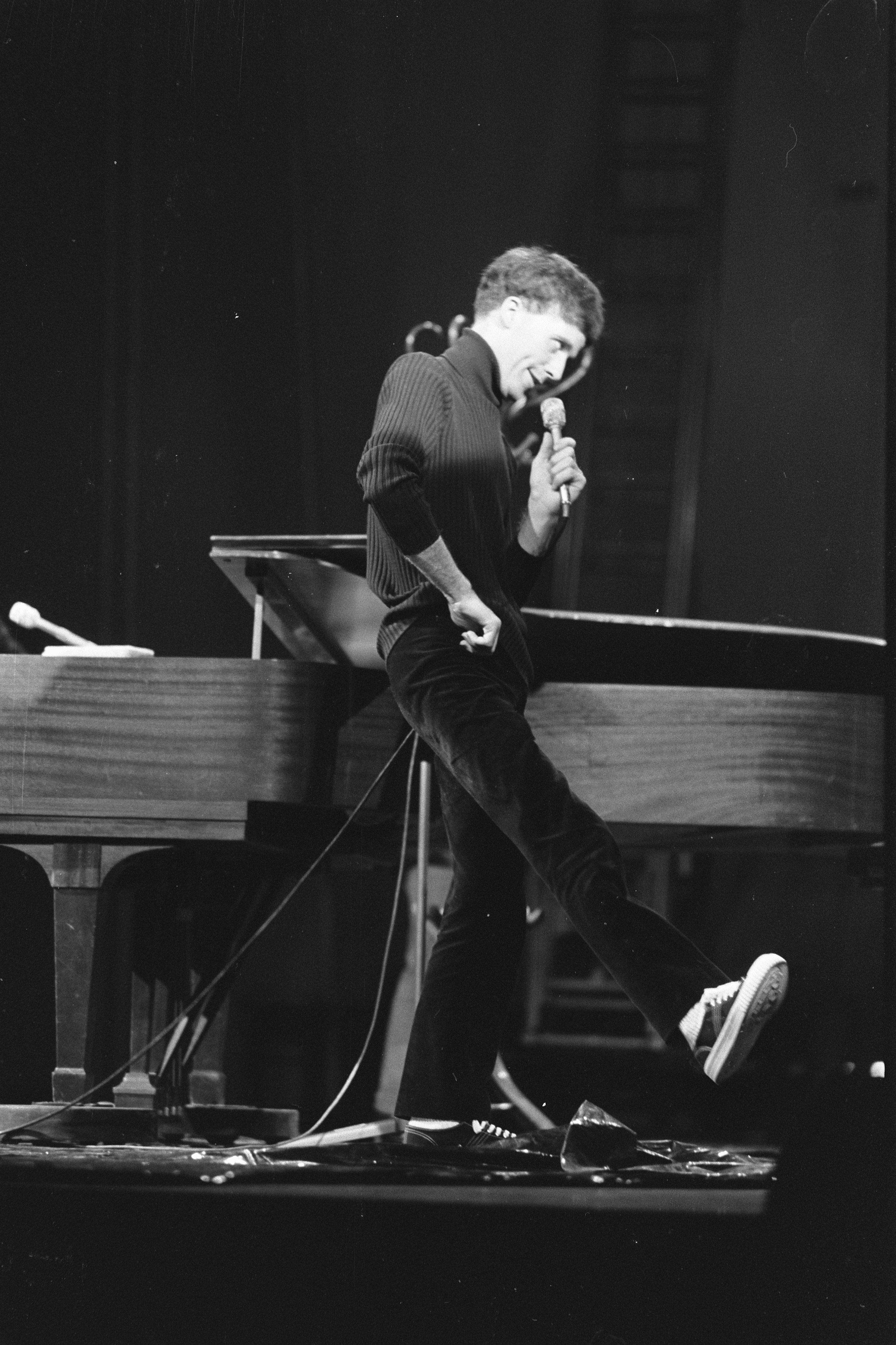
Gilbert O’Sullivan
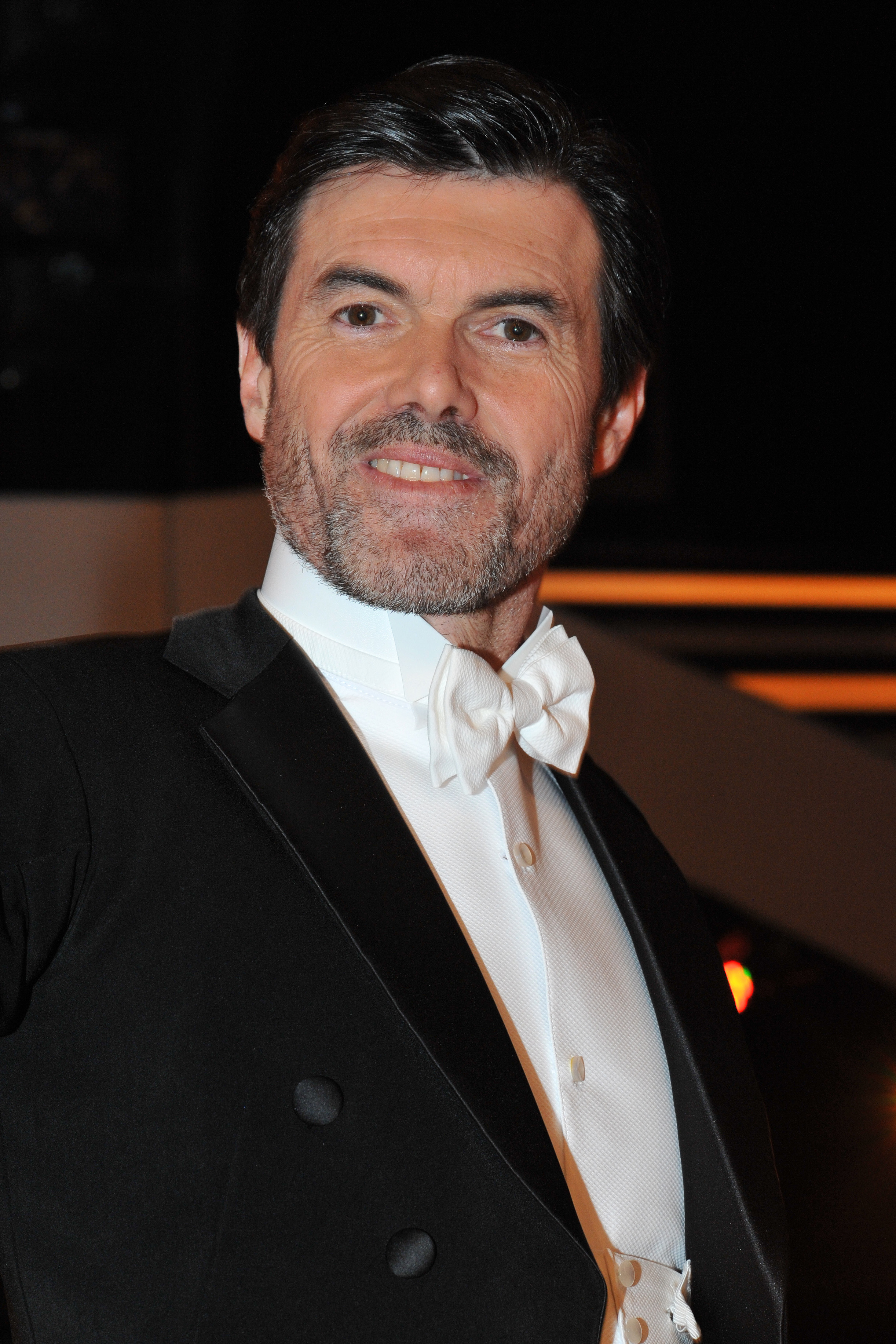
Hubert Neuper
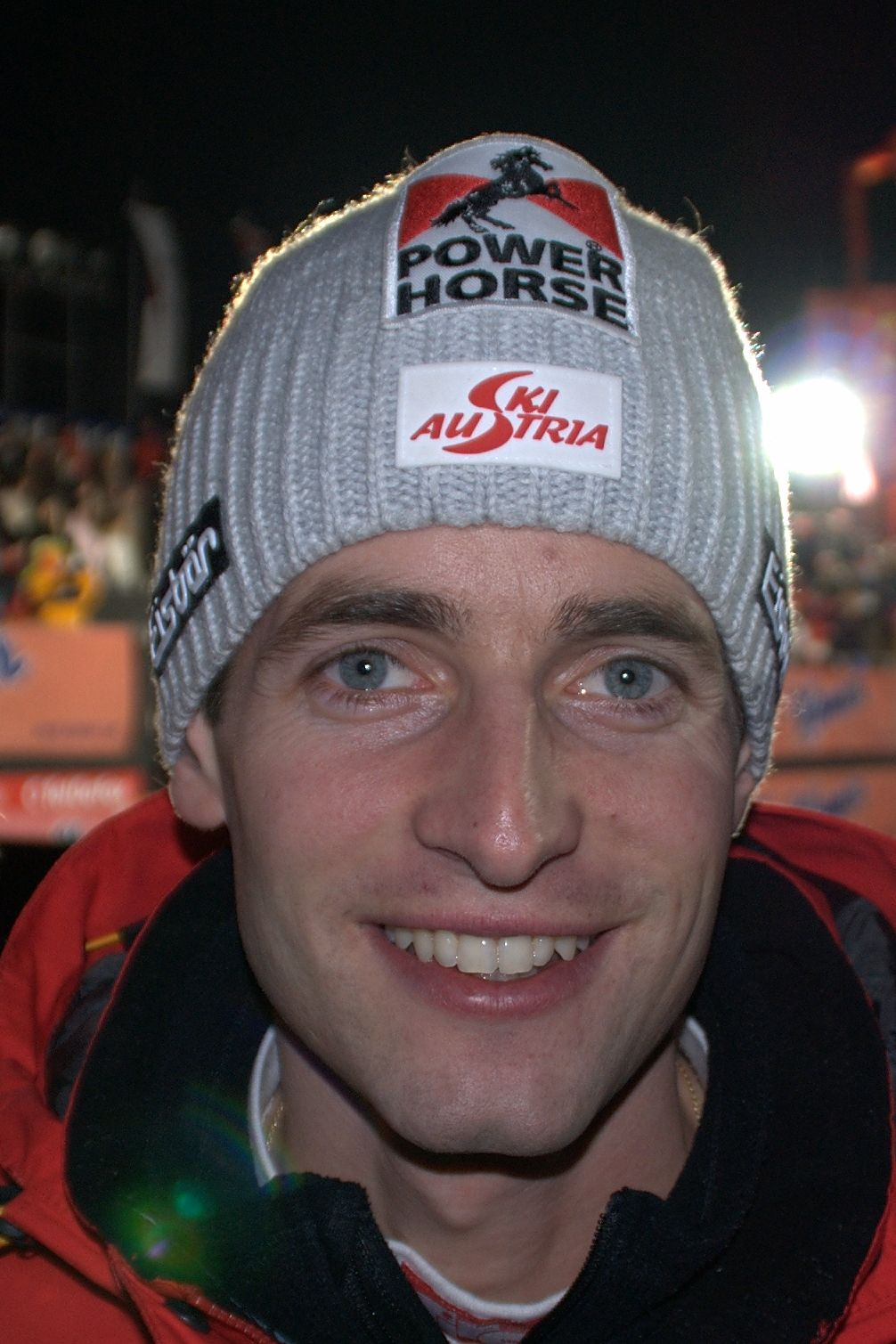
Wolfgang Loitzl

### Mit Bad Mitterndorf verbunden
- Johann Fortschegger (1743–1827), Bildhauer, lebte und arbeitete von 1765 bis 1807 in Mitterndorf
- Gilbert O’Sullivan (* 1946), Sänger, besitzt als Zweitwohnsitz ein Haus in Bad Mitterndorf
- Hubert Neuper (* 1960), Skispringer, zweifacher Vierschanzentournee-Sieger und Skisprung-Weltmeister von 1980
- Klaus Schrottshammer (* 1979), Geschwindigkeitsskifahrer
- Ronald Sölkner (* 1979), Komponist, Produzent und Spieleentwickler.
- Roman Steinkogler (* 1980), Musiker, Musikproduzent, Songwriter, Pädagoge und Unternehmer in Bad Mitterndorf
- Wolfgang Loitzl (* 1980), Skispringer, Vierschanzentournee-Sieger und Skisprung-Weltmeister von 2009, wohnt in Bad Mitterndorf
- Marco Pichlmayer (* 1987), Nordischer Kombinierer